# Fittonia gigantea
Fittonia gigantea là một loài thực vật có hoa trong họ Ô rô. Loài này được Linden mô tả khoa học đầu tiên năm 1869.

## Hình ảnh

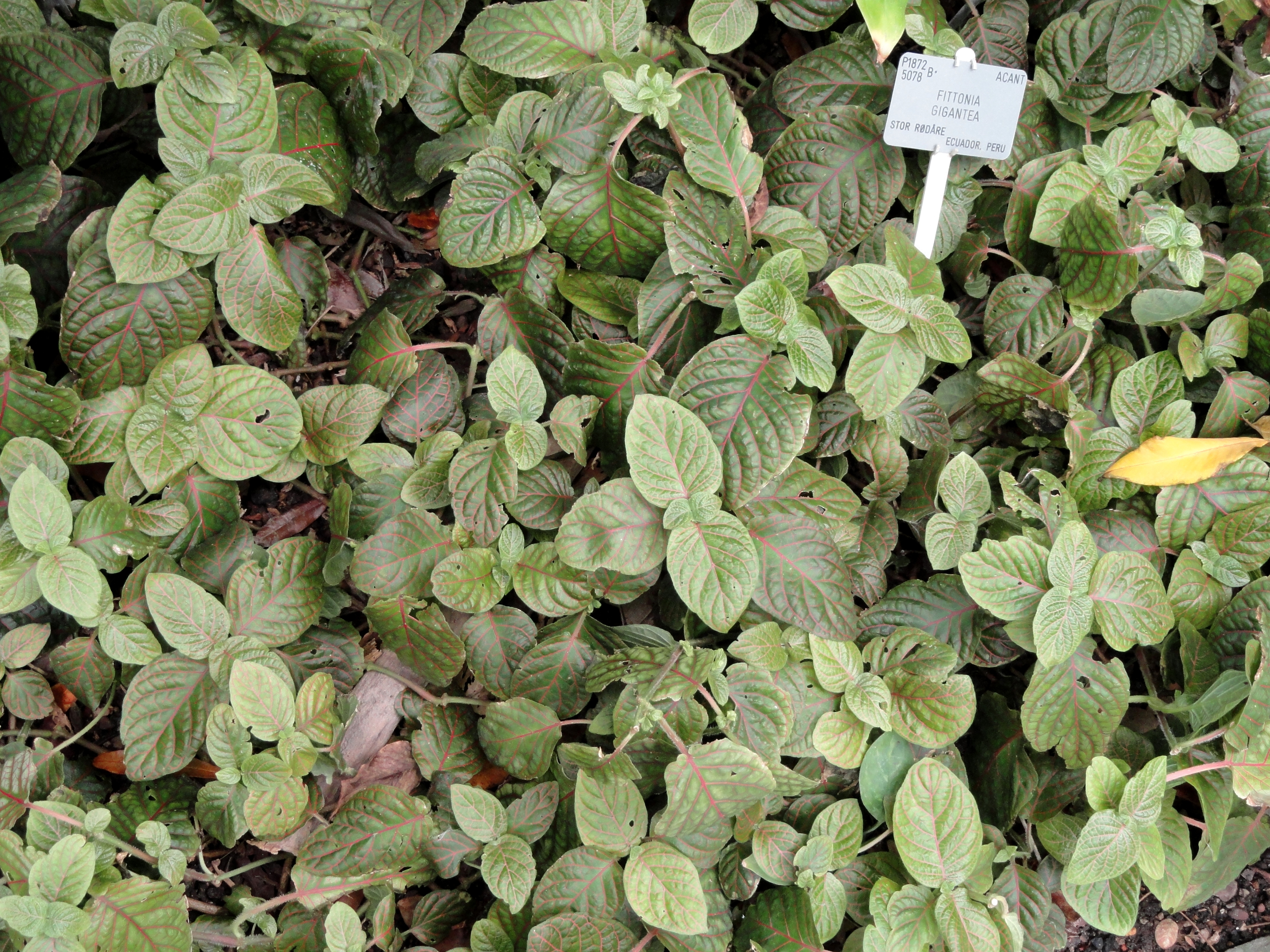
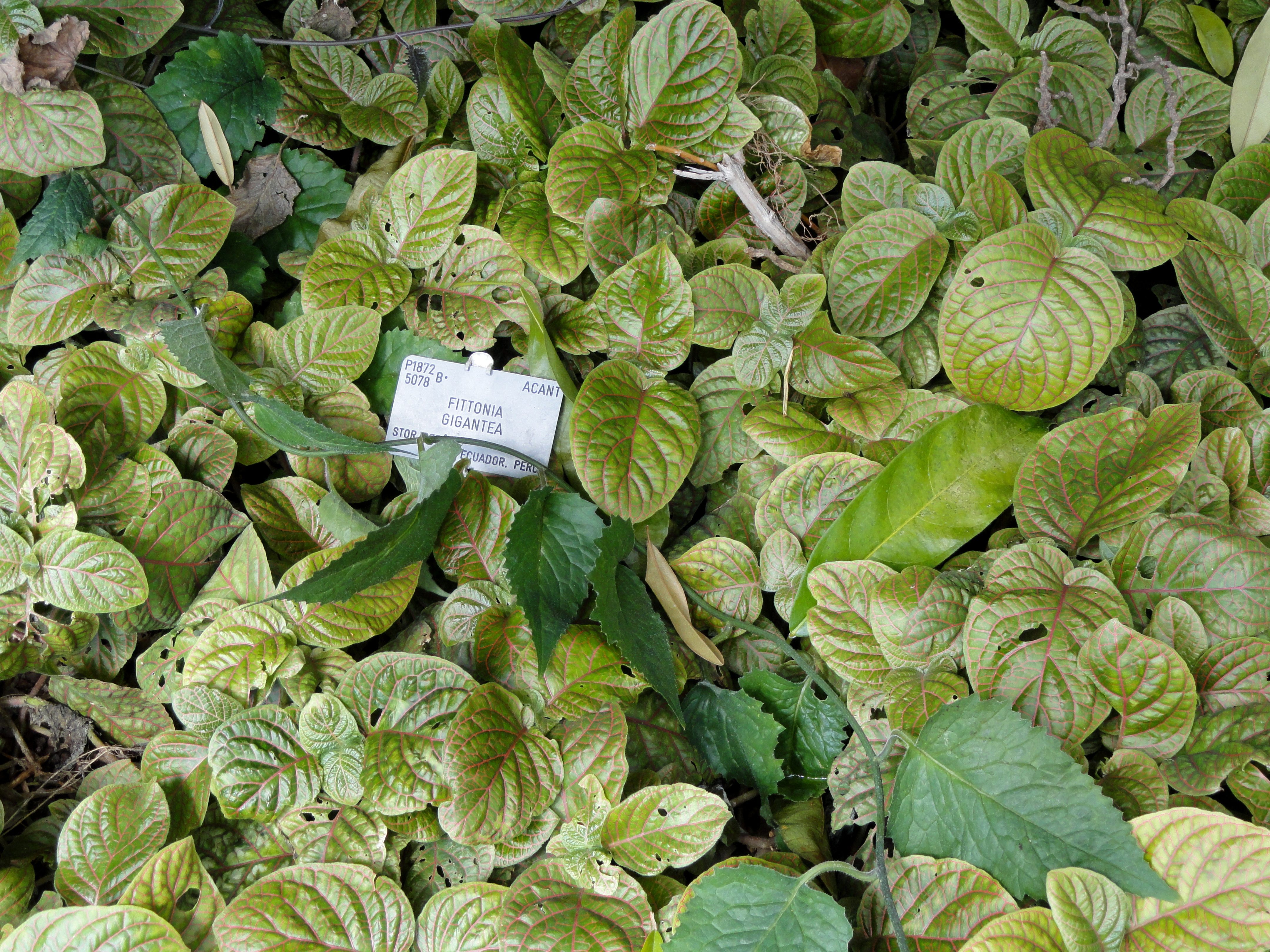